# Rododendron
Rododendron (Rhododendron, uit het Oudgrieks: ῥόδον (rhódon) = "roos"; δένδρον (déndron) = "boom") is een geslacht van 600 tot 1000 soorten (afhankelijk van de taxonomische opvatting) in de heidefamilie (Ericaceae). Dit omvangrijke geslacht is onderverdeeld in een aantal ondergeslachten.

## Azalea
Carl Linnaeus erkende naast dit geslacht een apart geslacht Azalea met zes soorten. In 1796 was Richard Anthony Salisbury (1761-1829) van oordeel, dat dit onderscheid niet te handhaven was, en werden de azalea's binnen Rhododendron ondergebracht.
De naam Azalea is in het dagelijks spraakgebruik blijven bestaan. Taxonomisch gezien heeft de term geen eenduidige betekenis: er zijn twee ondergeslachten waarvan de planten met de naam azalea worden betiteld: Tsutsusi, de zogenaamde Japanse azalea’s of groenblijvende azalea's en Pentanthera, de bladverliezende azalea’s.

## Beschrijving
Rododendrons zijn in het algemeen struiken tot kleine bomen met verspreid staande bladeren.
De bladeren hebben een gave rand en kunnen in schijnkransen gegroepeerd staan aan het eind van de tak.
De bloemen staan vaak in eindstandige dichte of losse tuilen, maar kunnen ook alleenstaand zijn. Het aantal meeldraden bedraagt 5, 10 of 27.

## Taxonomie
Het geslacht is aan diverse herindelingen onderworpen geweest. Zo werd aan het begin van de jaren 90 van de 20e eeuw het geslacht Ledum in Rhododendron ingevoegd.

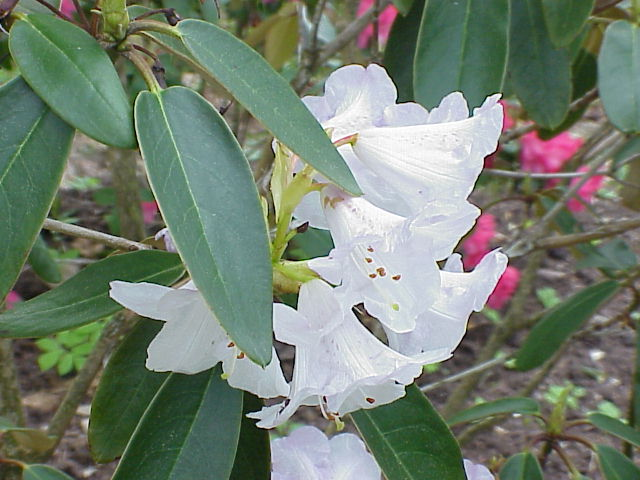
Rhododendron campanulatum behoort bij het ondergeslacht Hymenanthes
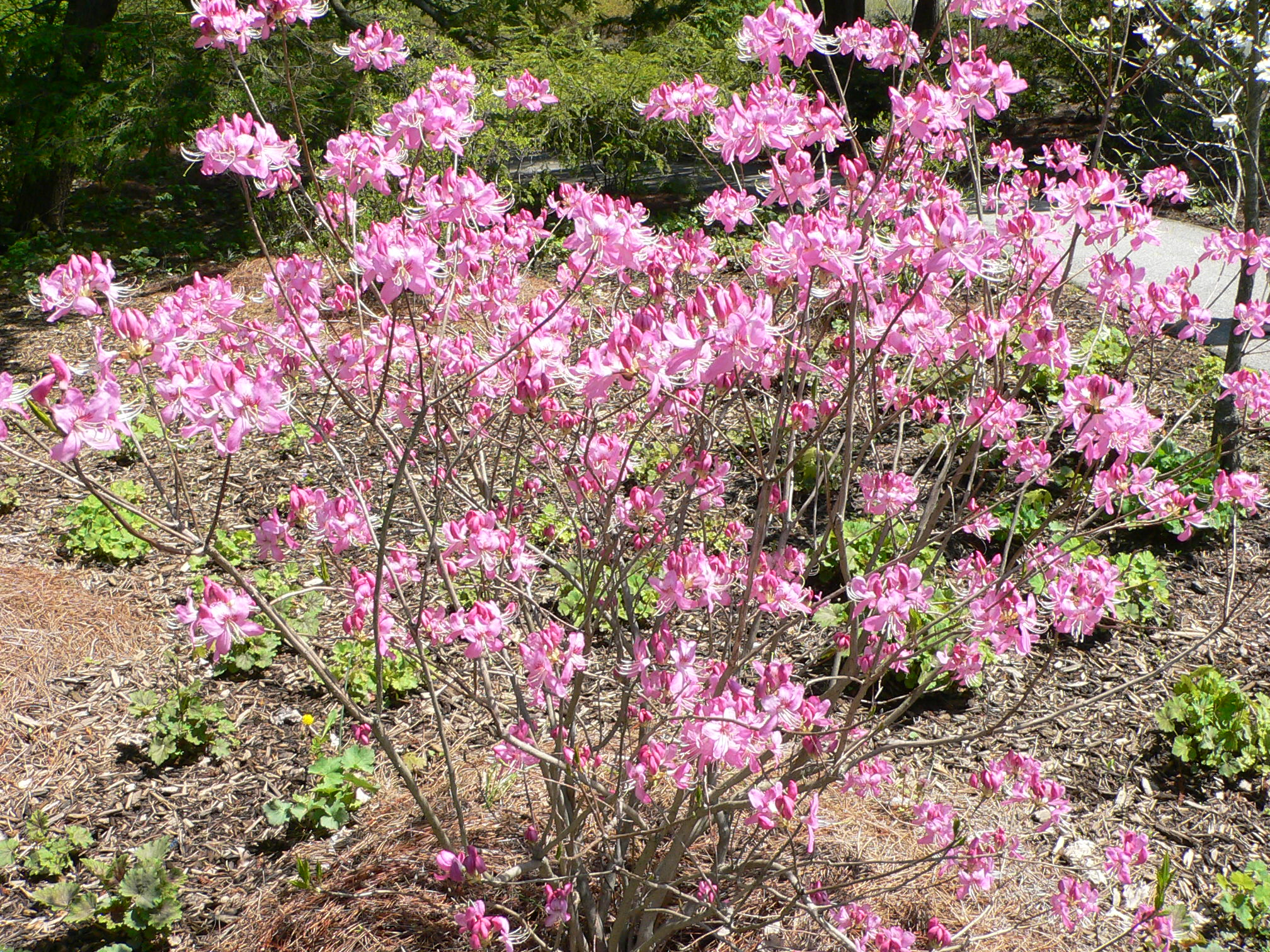
Rhododendron vaseyi is een voorbeeld uit het ondergeslacht Pentanthera
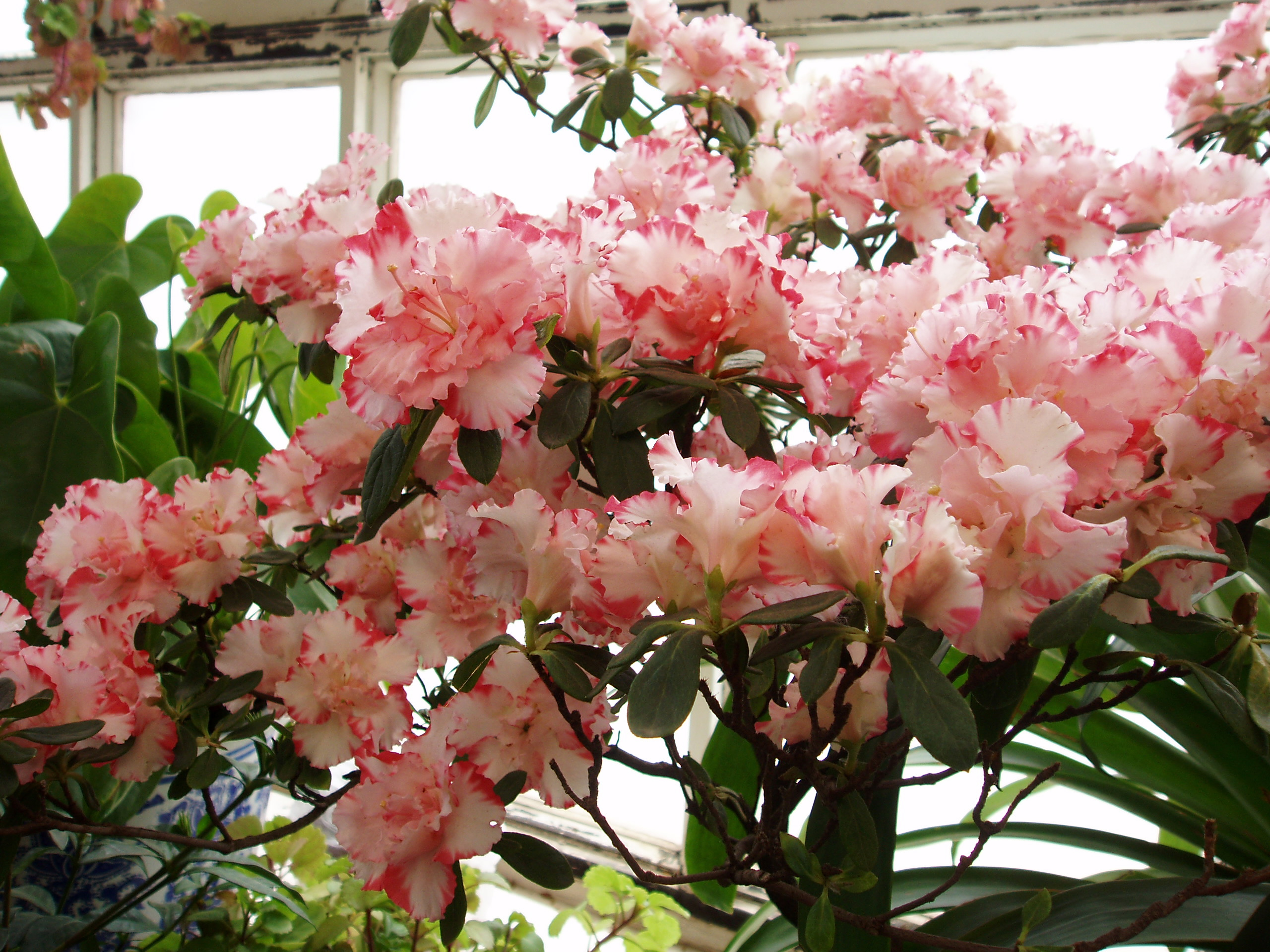
Rhododendron simsii hoort thuis in het ondergeslacht/ sectie Tsutsusi.
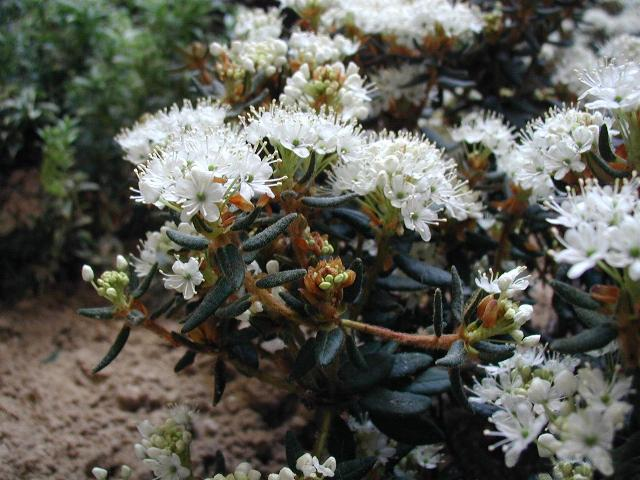
Rhododendron tomentosum is een voorbeeld van de subsectie Ledum.
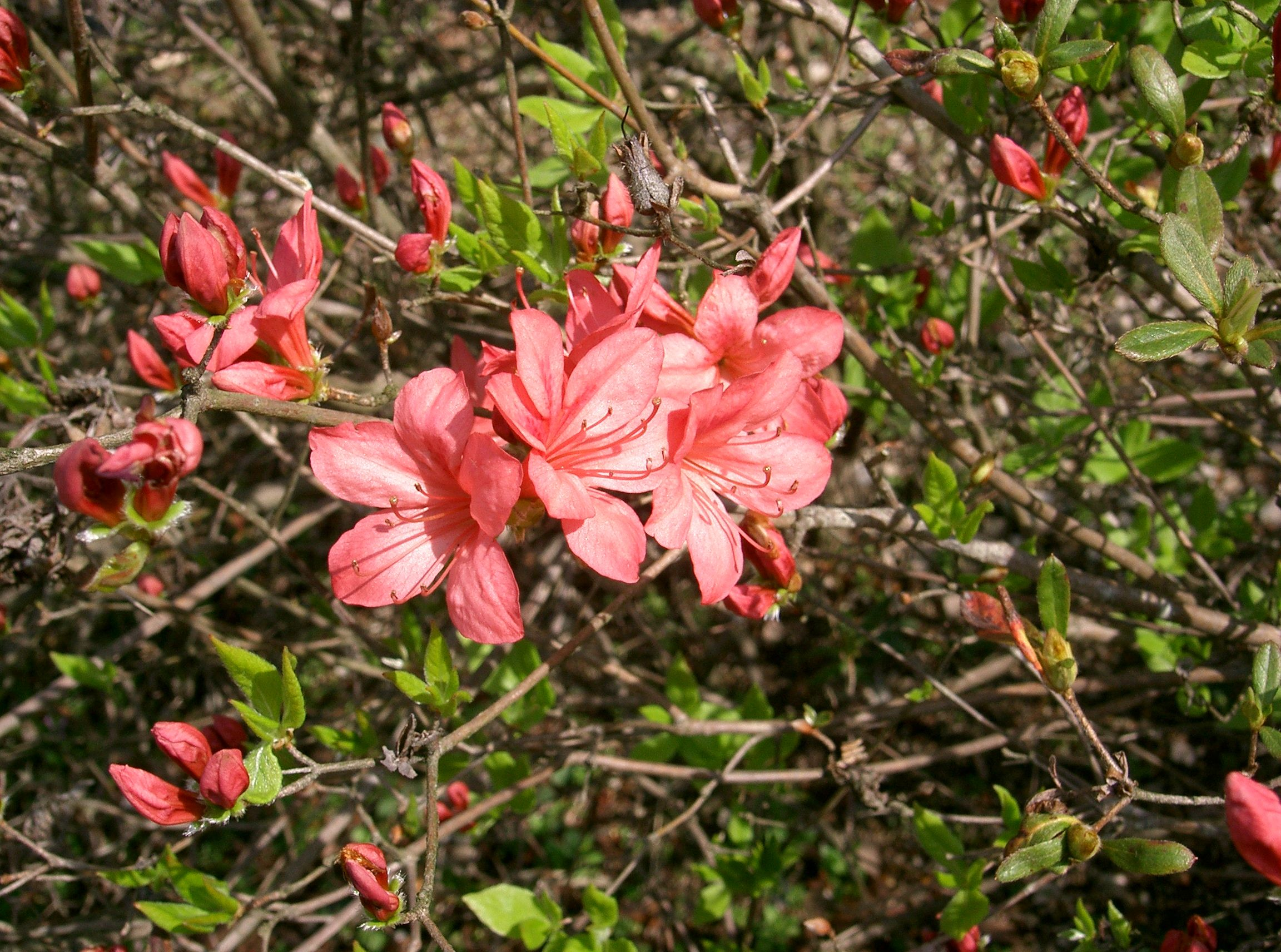
Rhododendron kaempferi

Chamberlain onderscheidt meer dan 1000 soorten. Het is mogelijk dat verder onderzoek het aantal soorten zal terugbrengen. Vrij algemeen wordt op grond van dit werk het geslacht vanwege zijn omvang onderverdeeld in acht ondergeslachten:
- Azaleastrum - ongeveer 30 soorten groenblijvende soorten struiken en bomen.
- Candidastrum
- Hymenanthes - ongeveer 270 soorten groenblijvende soorten struiken. De meeste soorten die in tuinen worden aangeplant behoren hiertoe.
- Mumeazalea
- Pentanthera
- Rhododendron - met een 500 soorten het grootste ondergeslacht. Meestal groenblijvend, maar bladverliezend komt voor. De Europese wilde soorten behoren hiertoe.
- Therorhodion
- Tsutsusi - ruim 100 soorten uit Japan, China en noordoost Azië, met struiken die zowel groenblijvend als bladverliezend zijn (de planten hebben twee soorten bladeren, zogenaamde bladdimorfie: de ene soort is groenblijvend, de andere soort valt af).

Binnen deze 8 ondergeslachten worden 12 secties onderkend.
Het geslacht Rhododendron is parafyletisch door de aanwezigheid van Menziesia. De ondergeslachten Hymenanthes en Tsutsusi zijn monofyletisch; Azaleastrum en Pentanthera zijn polyfyletisch. Het ondergeslacht Rhododendron is monophyletisch als de subsectie Ledum buiten beschouwing wordt gelaten.
In 2004/2005 onderzochten Loretta Goetsch, Andrew Eckert and Benjamin Hall 87 soorten op basis van het gen RPB2-I. Zij stelden voor het aantal ondergeslachten terug te brengen tot 5:
- ondergeslacht Rhododendron
  - sectie Pogonanthum
  - sectie Rhododendron
  -  sectie Vireya
- ondergeslacht Hymenanthes
  - sectie Pontica
  -  sectie Pentanthera
- ondergeslacht Azaleastrum
  - sectie Tsutsusi
  -  sectie Sciadorhodion
- ondergeslacht Choniastrum
- ondergeslacht Therorhodion

## Verspreiding

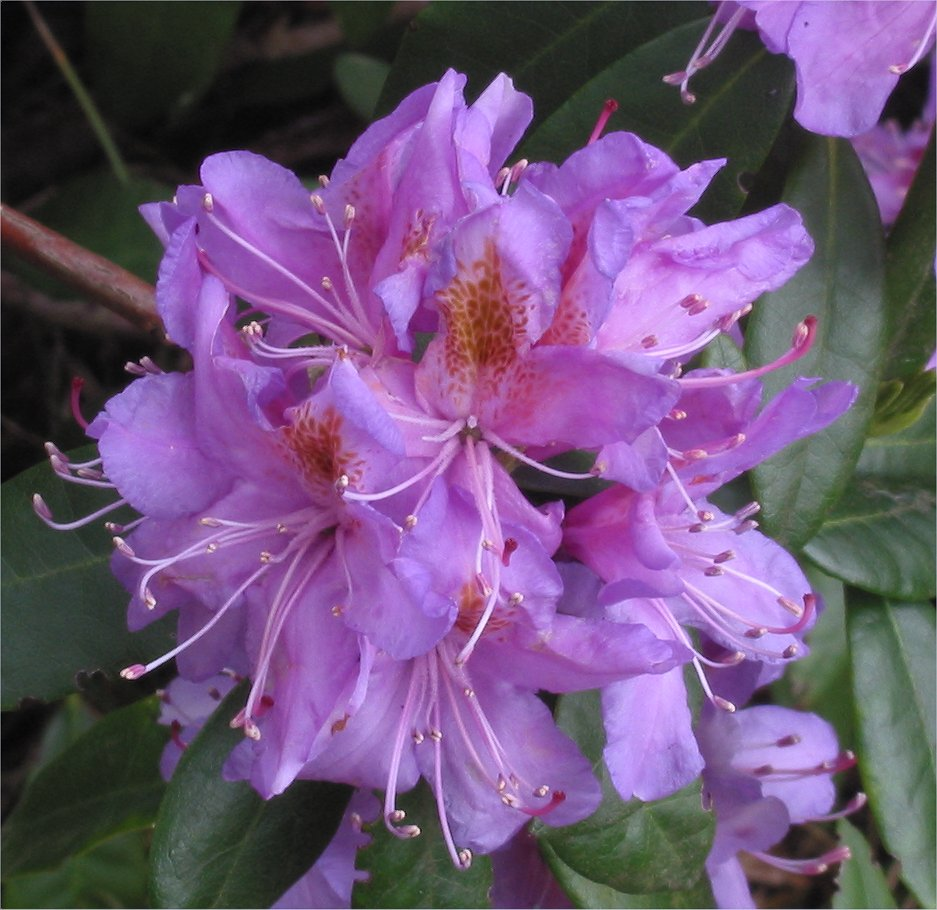
De pontische rhododendron komt in de Benelux verwilderd voor.
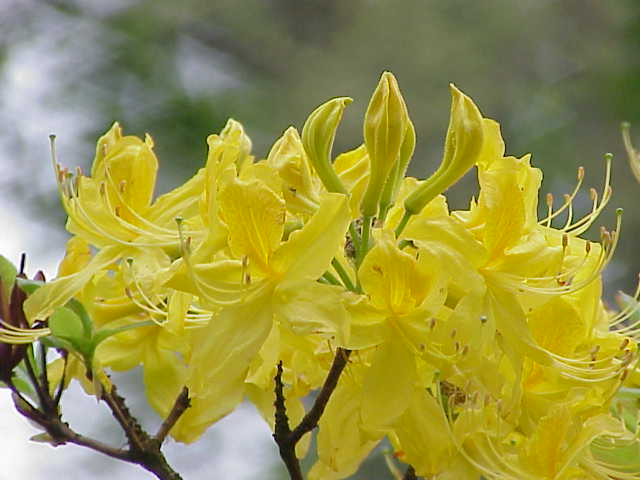
R. luteum komt ten westen en oosten van de Zwarte Zee voor
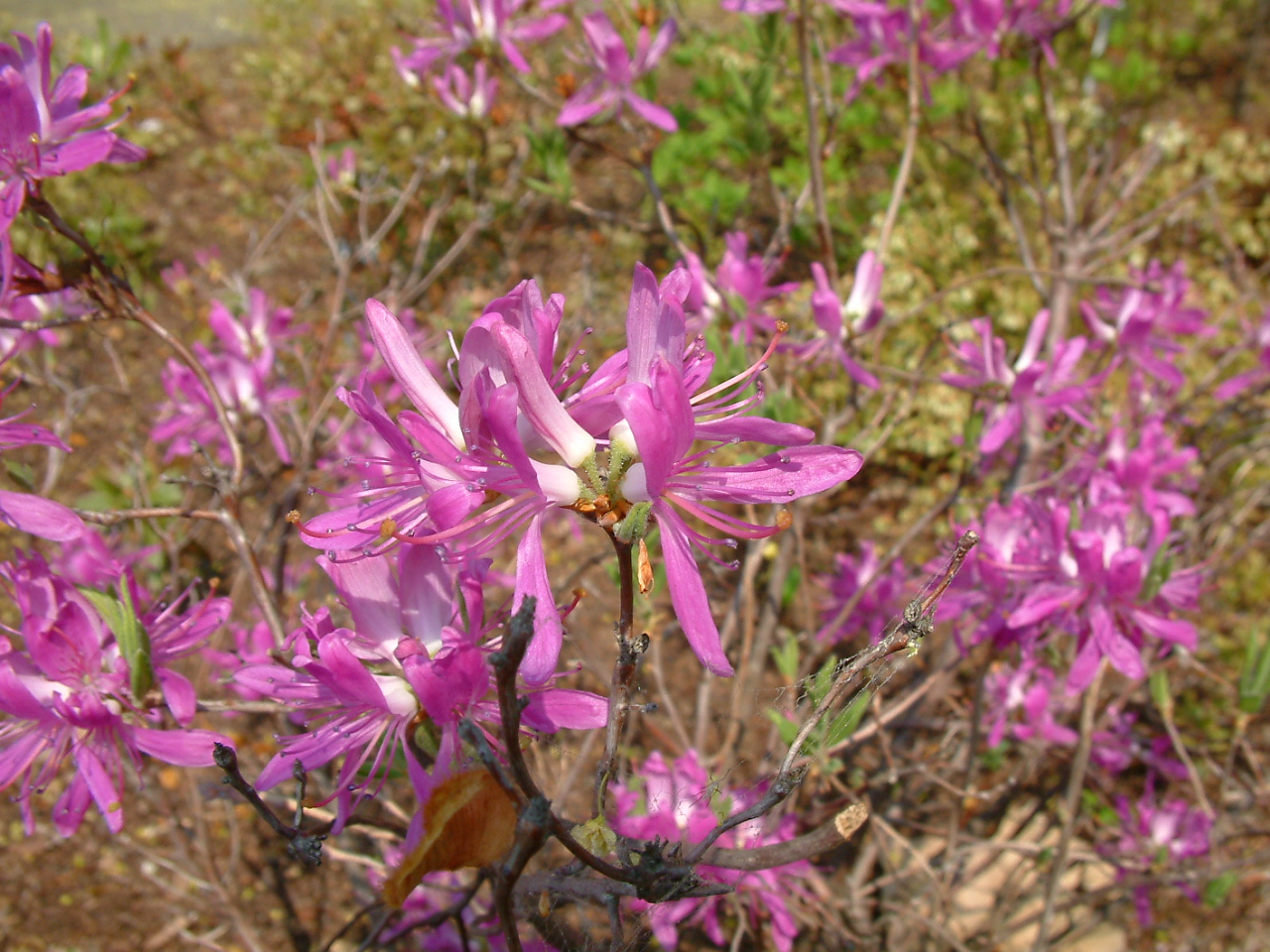
R. canadense werd oorspronkelijk als een apart geslacht Rhodora beschouwd.

Rhododendron is een zeer wijd verspreid geslacht, maar een hoofdconcentratie van verschillende soorten wordt aangetroffen in het Chinese deel van de Himalaya, van Nepal en Sikkim tot Yunnan en Sichuan, met andere brandpunten in de bergen van Indochina, Korea, Japan en Taiwan.
Verschillende soorten zijn inheems in Noord-Amerika en enkele in Europa.
Hiernaast is er een aantal tropische Rhododendron-soorten (sectie Vireya) inheems in het gebied van Nepal tot Noord-Australië, met 55 bekende soorten in Borneo en 164 in Nieuw-Guinea (Argent 2006).
In Europa komen een beperkt aantal soorten voor. De Pontische rododendron (Rhododendron ponticum) is verwilderd in noordwest Europa, ook in België en Nederland. In Scandinavië en Noord-Rusland treffen we Rhododendron lapponicum. In de Alpen vinden we Rhododendron ferrugineum en Rhododendron hirsutum. De geelbloemige Rhododendron luteum komt voor van de Kaukasus tot delen van Midden-Europa. Rhododendron dauricum treffen we onder andere in het Oeralgebied aan.
Klein-Azië is de thuisbasis van de reeds genoemde Rhododendron ponticum, maar hier treffen we ook Rhododendron caucasicum. Rond de Zwarte Zee treffen we de geelbloemige Rhododendron luteum. Andere soorten in en rond Turkije zijn Rhododendron smirnowii en Rhododendron ungernii.
In Turkije komen hiernaast nog natuurlijke hybriden voor:
- Rhododendron x sochadzeae Charadze & Davlianidze (Rhododendron ponticum L. x Rhododendron caucasicum Pallas)
- Rhododendron x rosifaciens R. Milne (Rhododendron smirnovii Trautv. x Rhododendron ungernii Trautv.)
- Rhododendron x davisianum R. Milne (Rhododendron smirnowi Trautv. x Rhododendron caucasicum Pallas)
- Rhododendron x filidactylis R. Milne (Rhododendron ponticum L. x Rhododendron ungernii Trautv.)

Op het Noord-Amerikaanse continent zijn Rhododendron atlanticum, Rhododendron canadense, Rhododendron maximum, Rhododendron punctatum, Rhododendron catawbiense en Rhododendron purpureum belangrijke soorten.
Het belangrijkste verspreidingsgebied ligt echter in en rond de Himalaya: volgens de flora van China kent China 571 Rhododendron soorten, waarvan er 409 inheems zijn. Het ondergeslacht Hymenanthes kent 259 soorten die in China inheems zijn, het ondergeslacht Rhododendron heeft 113 van zijn 500 soorten in China.

## Geschiedenis

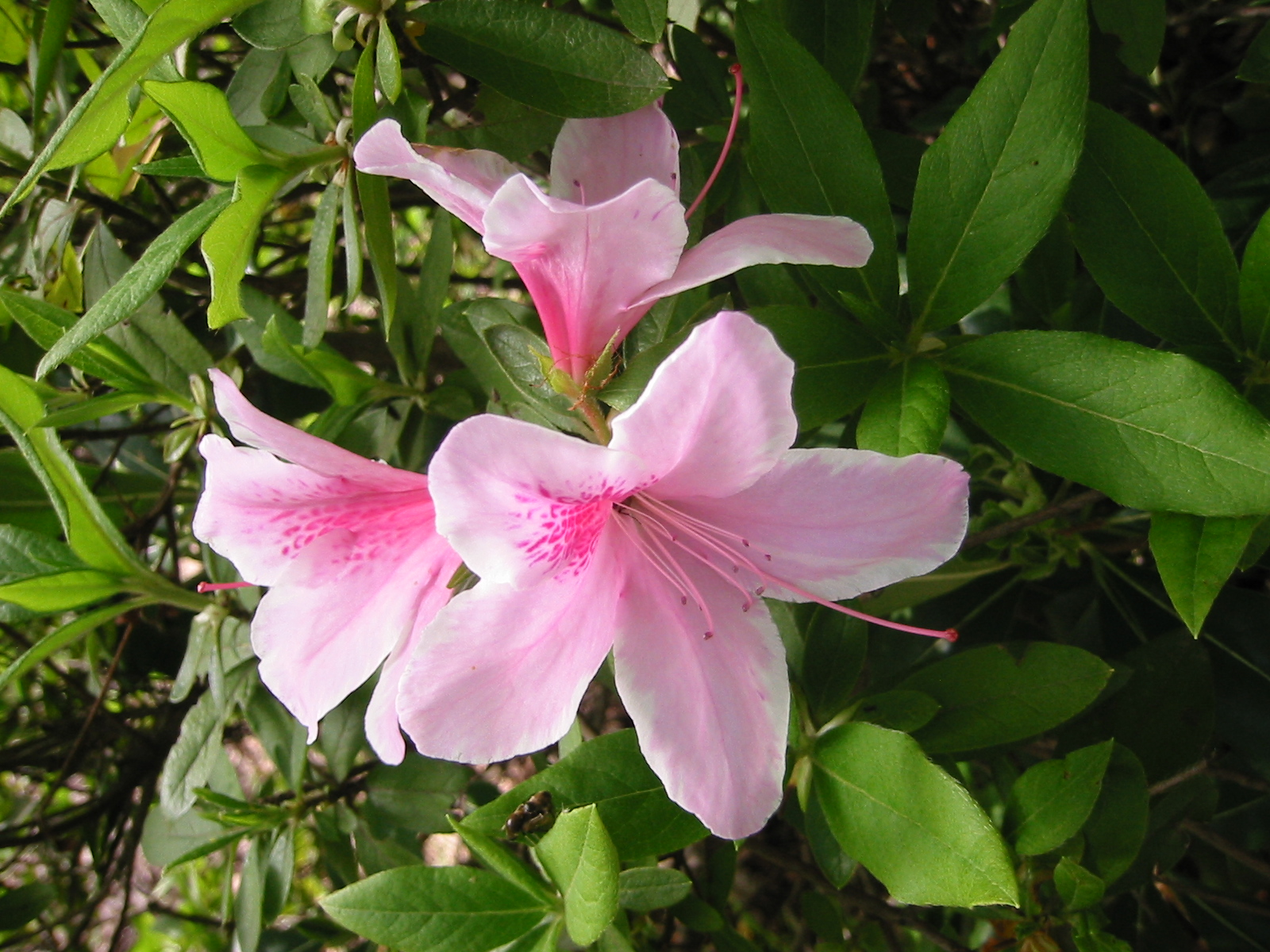
Rhododendron indicum was de eerste Japanse Rhododendron-soort die in Europa werd ingevoerd.
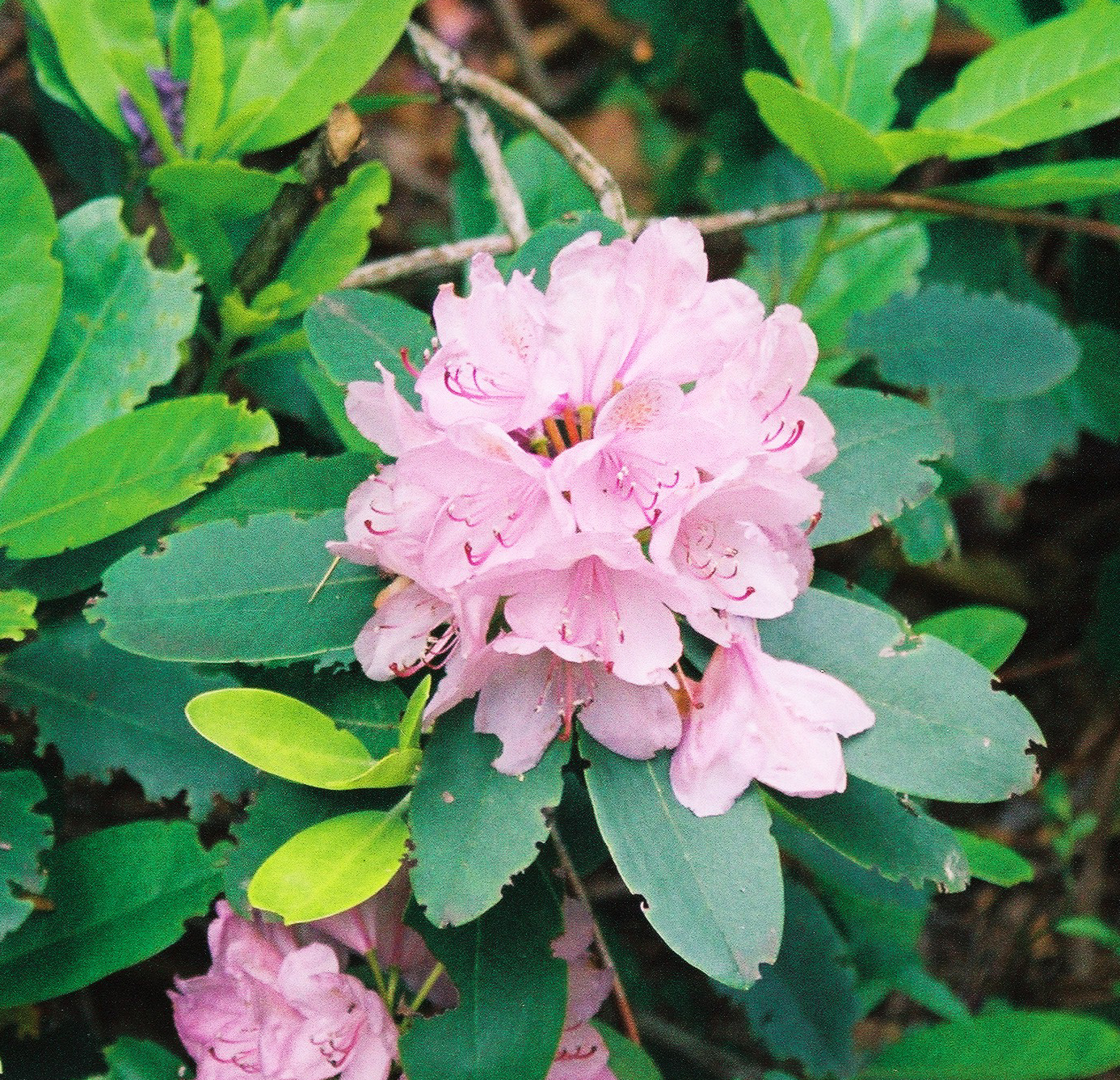
Rhododendron catawbiense werd in 1809 in Europa geïntroduceerd.
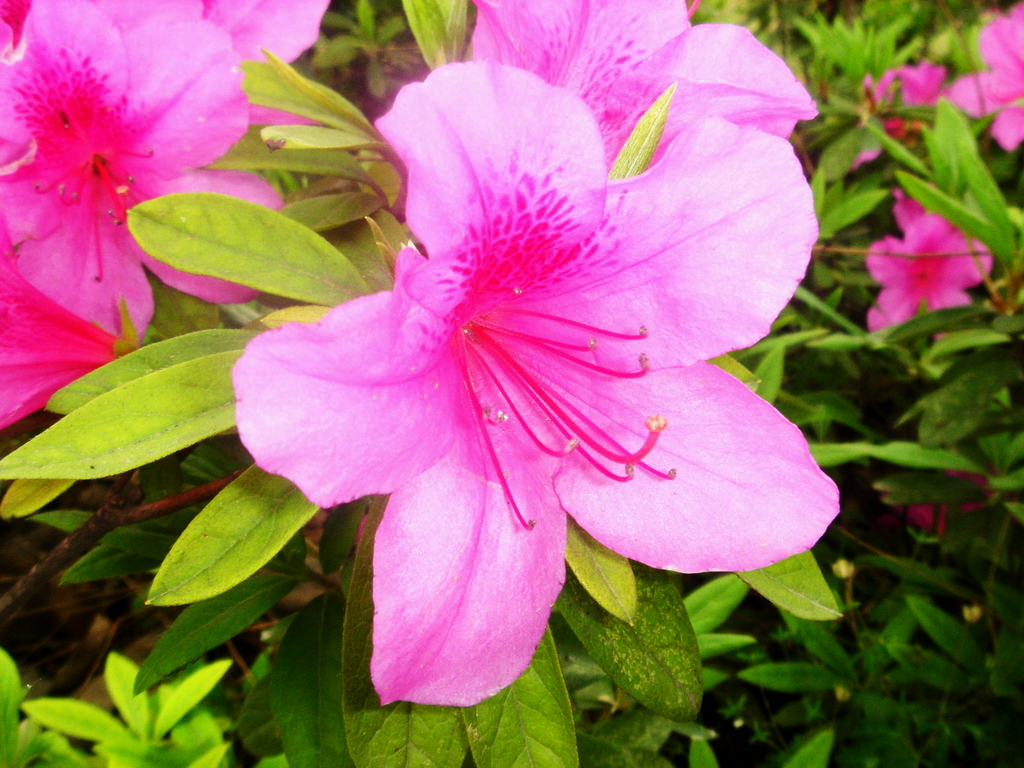
Peter Colinson introduceerde Rhododendron nudiflorum
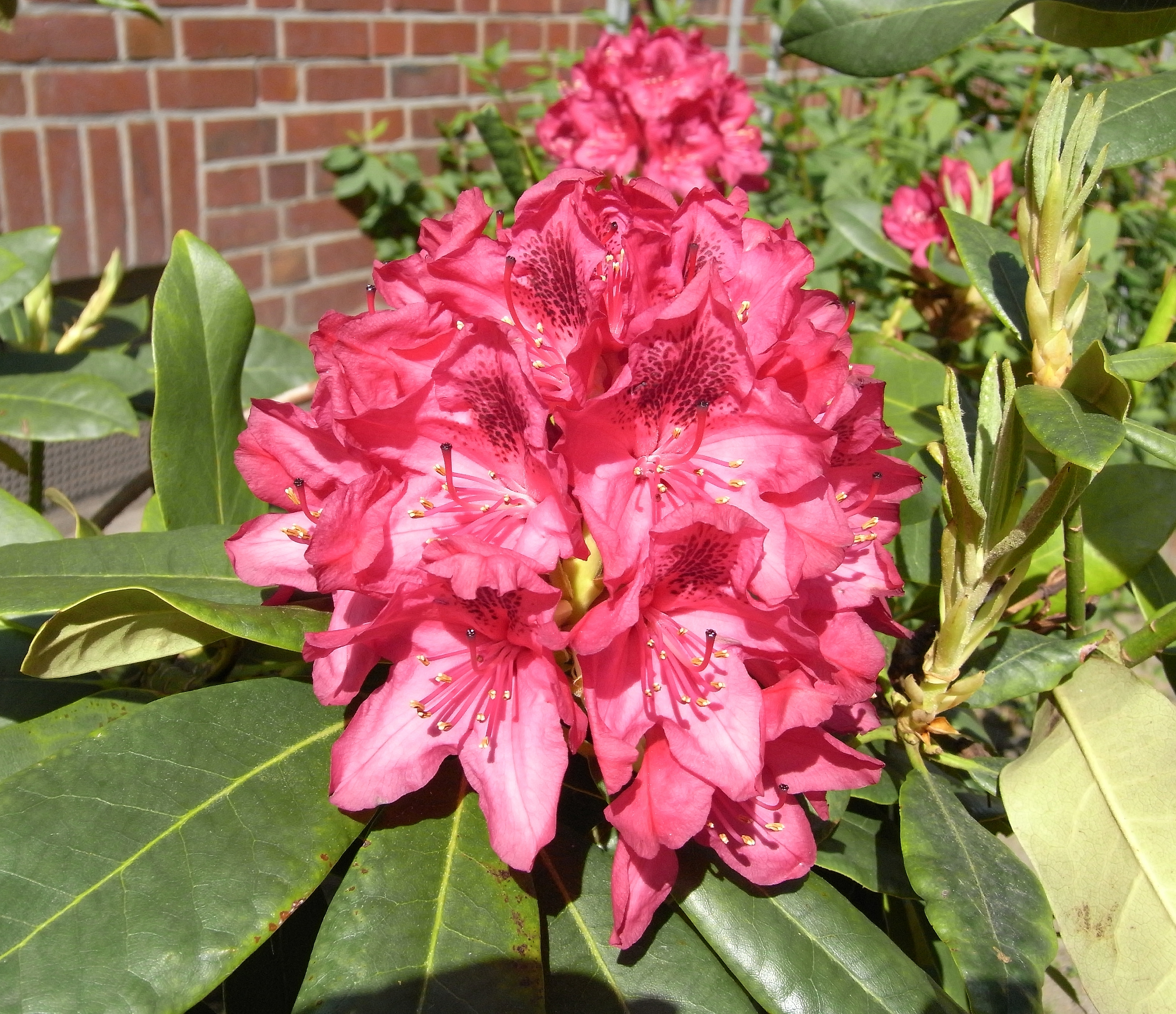
Rhododendron in een tuin

In China werden 2000 jaar geleden al rododendrons in potten gekweekt. In Japan zijn vermeldingen van de teelt van azalearassen uit ongeveer 750 bekend.
In West-Europa wordt R. hirsutum, afkomstig uit de Kaukasus, vermeld in Carolus Clusius's Rariorum Plantarum Historia uit 1601.
In 1680 brachten Nederlanders de Rhododendron indicum uit Japan via Batavia naar Nederland.
In datzelfde jaar stuurde dominee John Banister vanuit Noord-Amerika zaad van Rhododendron viscosum aan Henry Compton, bisschop van Londen, in Engeland.
Joseph Pitton de Tournefort vond gedurende zijn reis van 1700-1702 Rhododendron luteum aan de oostzijde van de Zwarte Zee.
Kaempfer beschreef in 1712 Rhododendron obtusum onder haar Japanse naam kirishima-tsutsuji. De struik werd echter pas veel later in Europa geïmporteerd.
In de periode 1720-1727 maakte Daniel Gottlieb Messerschmidt op instigatie van Tsaar Peter I van Rusland een ontdekkingsreis door Siberië. Een van de resultaten was Rhododendron chrysanthum, afkomstig uit Dahuria.
De Engelse quaker Peter Collinson introduceerde R. maximum, inheems langs de Amerikaanse oostkust, R. nudiflorum en R. viscosum, in 1736 in Engeland.
De eerste Chinese rododendron, Rhododendron molle werd in 1823 door Robert Fortune als zaad naar Europa gebracht.
Père Armand David vond tussen 1869 en 1874 in China aan de Tibetaanse grens de Rhododendron davidii, Rhododendron decorum, Rhododendron moupinense en Rhododendron strigillosum.
Ook twee andere katholieke missionarissen, De paters Jean Marie Delavay en Farges ontdekten in die periode in China een aantal nieuwe soorten.
Ernest Henry Wilson (1876-1930) ontdekte een groot aantal nieuwe soorten in China. George Forrest (1873-1932) ontdekte honderden soorten.

### De azalea in Vlaanderen
In de streek rond Gent heeft de teelt en vooral het volgehouden zoeken naar de veredeling van de azalea vanaf de 19e eeuw een hoge vlucht genomen. De Gentse azalea in al zijn variëteiten is een van de pronkstukken van de Gentse Floraliën. Er waren heel veel telers, maar Jozef Vervaene, naar wie een straat in de deelgemeente Ledeberg vernoemd is, gooit in de 19e eeuw toch wel hoge ogen met zijn Azalea Vervaeneana.
De naam Gentse azalea is in 2010 erkend als beschermde geografische aanduiding (BGA) in de Europese Unie. Het productiegebied is de gehele provincie Oost-Vlaanderen.

## Gebruik

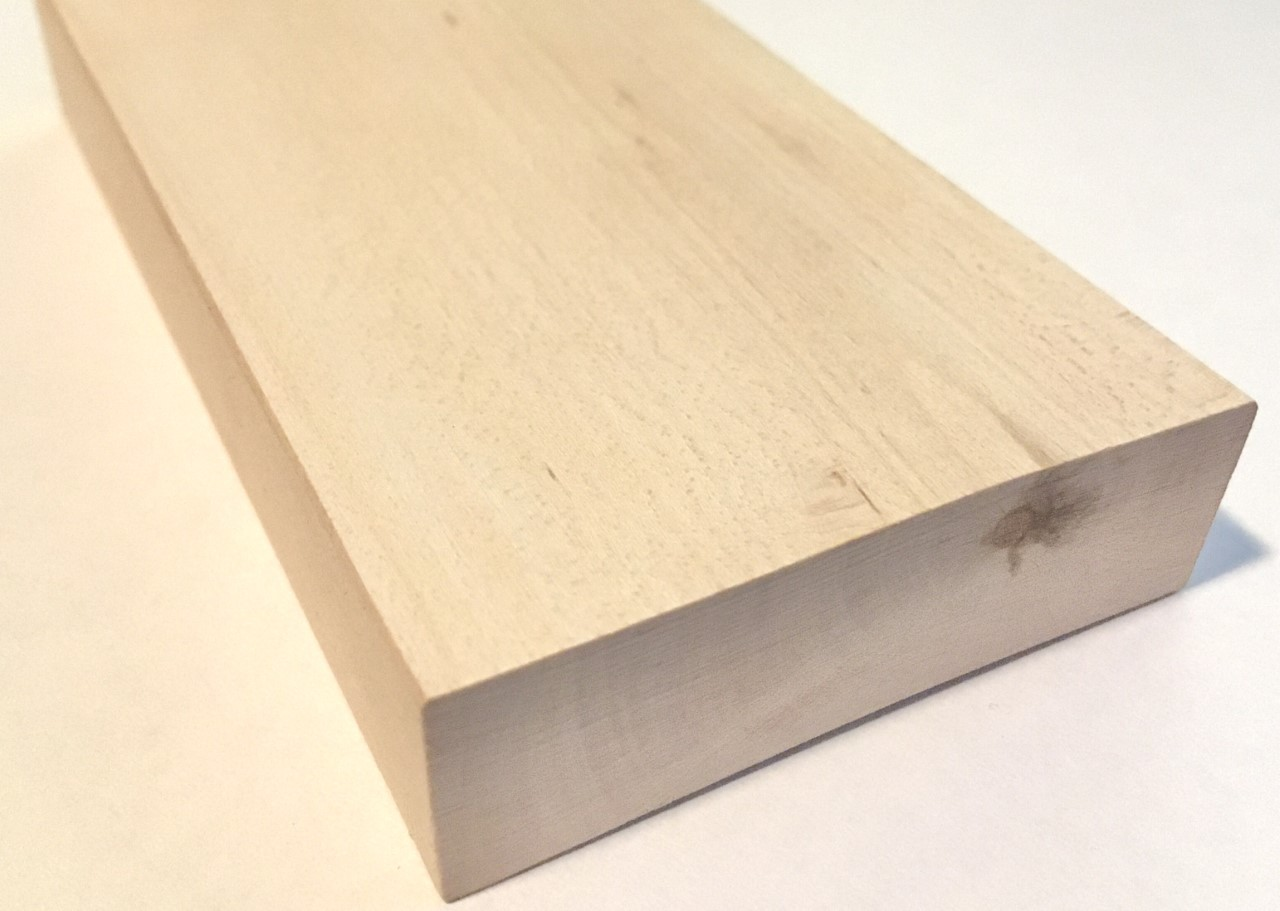
hout van de Pontische rododendron
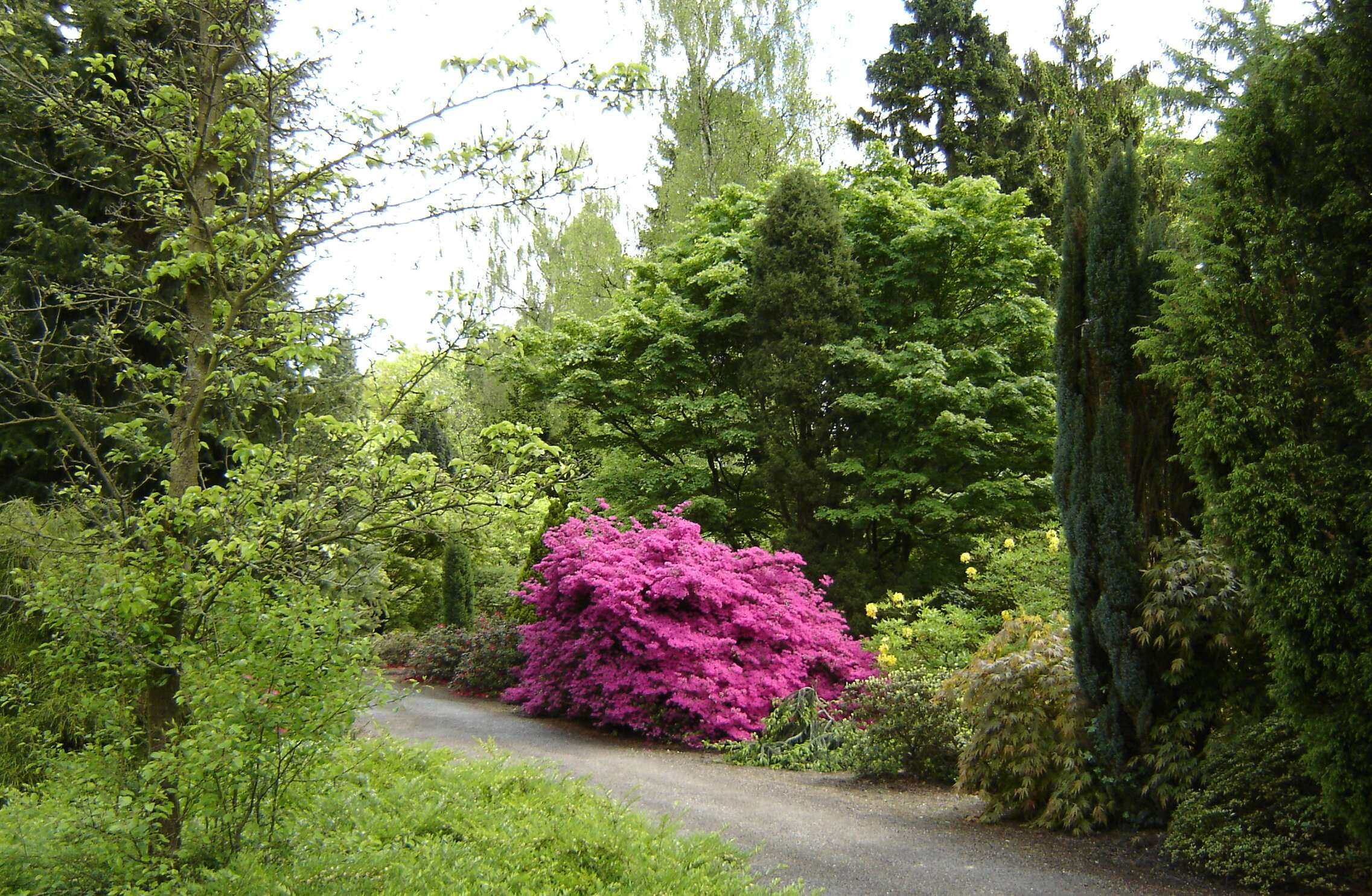
Rhododendron obtusum 'Amoenum' in het Von Gimborn Arboretum.
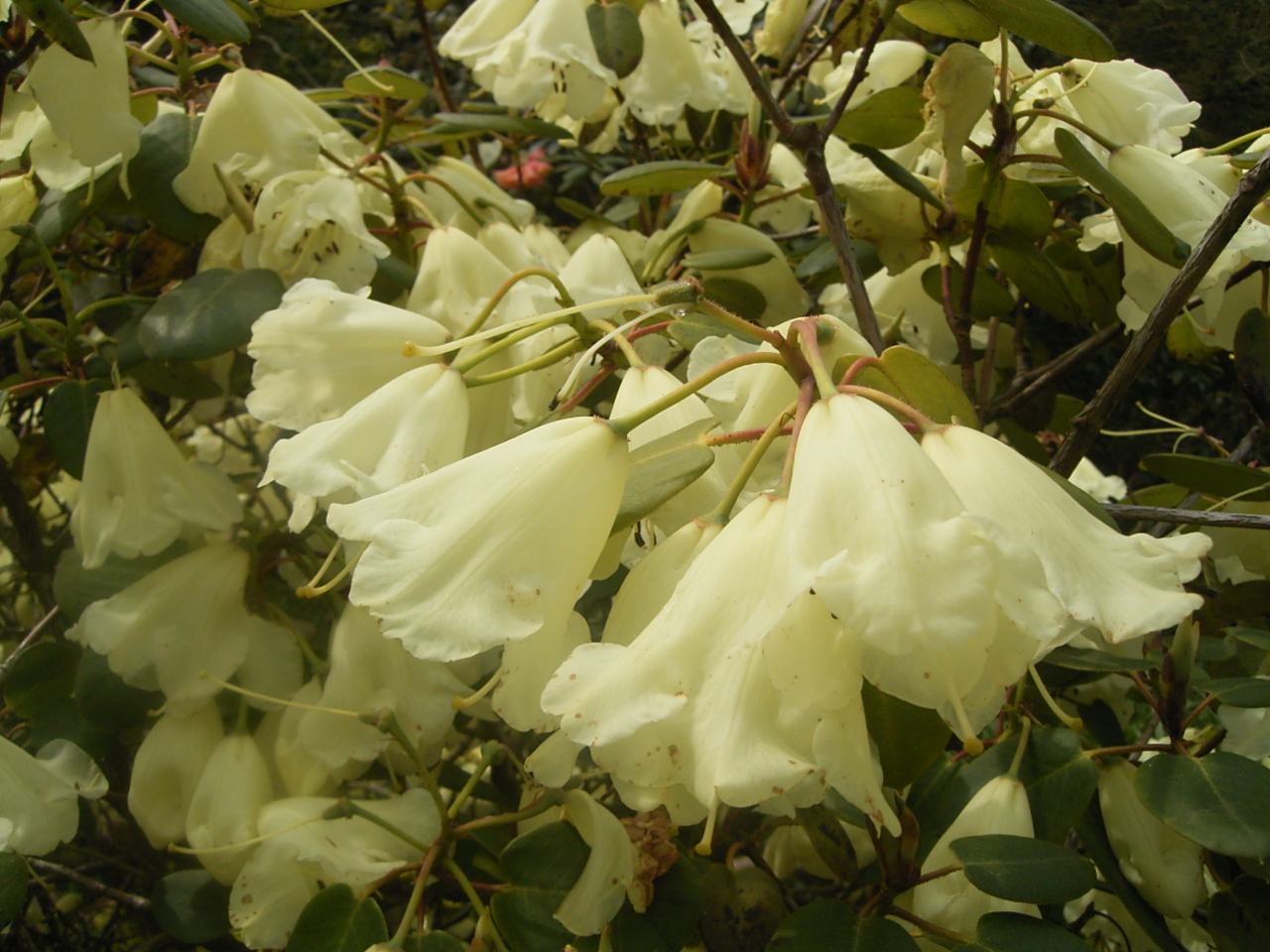
De cultivar 'Moonstone' ontstond in 1933 uit de kruising van R. williamsianum x R. campylocarpum. (foto genomen in Trompenburg Tuinen & Arboretum)

In de Himalaya worden een aantal soorten bomen als brandhout gebruikt, omdat ze gemakkelijk te kappen zijn.
Rhododendrons zijn geliefd als sierplanten in tuinen en parken. In de handel zijn 25.000 rassen en hybriden verkrijgbaar.
In de tuin geven rododendrons in het algemeen de voorkeur aan iets zure, luchtige grond. Bij het planten dient men de struiken niet te diep te planten: veel soorten hebben hun wortels vrij dicht onder de oppervlakte. Te diep planten berooft de wortels van de struiken van lucht.
Ook een teveel aan water kan de wortels van lucht beroven. Direct na het planten en de eerste tijd hierna kan water geven nuttig zijn. Maar het begieten zal in de meeste tuinen langzaam afgebouwd kunnen worden.
De meeste soorten kunnen zon goed verdragen. Let eventueel op verdrogingsverschijnselen op de randen van nieuwe bladeren - hier onttrekken ze het eerst vocht aan.
Onderdelen van rododendrons, vooral de Pontische rododendron, kunnen het giftige, aan diterpeen verwante,  grayanotoxine, een tetracyclofytaan,  bevatten. Dit gif kan ook in de nectar en meeldraden voorkomen en hierdoor in de honing van bijen die zich met de nectar van rododendrons hebben gevoed. Deze honing kan hallucinogeen en/of laxerend werken. In de oudheid vertelde Xenophon reeds over het gedrag van soldaten die deze honing hadden gegeten. Voor paarden kan het eten van de plant dodelijk zijn.

## Parken e.d. waar belangrijke collecties rododendrons te zien zijn

### Nederland
- In Nederland komen Rhododendrons als Nationale Plantencollectie voor bij vier tuinen: 
  - Trompenburg Tuinen & Arboretum te Rotterdam
  - Botanische Tuinen Wageningen
  - Botanische Tuinen Universiteit Utrecht en
  - Pinetum Blijdenstein in Hilversum.
- Andere grote collecties zijn aanwezig in o.a.:
  - de Notoarestoen in Eenrum
  - het Von Gimborn Arboretum in Doorn
  - het park Clingendael in Den Haag.

### België
Zie: Gentse Floraliën.

### Duitsland
Het Ammerland in Nedersaksen is een centrum van de rododendronteelt. Hier, maar ook elders in Duitsland werden rododendrons aangeplant in  talrijke parken en (botanische) tuinen, waaronder:
- Maxwaldpark te Fikensolt, gemeente Westerstede
- Rhododendronpark Hobbie bij Petersfeld, gem. Westerstede, 70 hectare
- Park der Gärten, Bad Zwischenahn
- Rhododendron-Park in de stad Bremen, 46 hectare
- Rhododendronpark te Graal-Müritz in Mecklenburg-Voor-Pommeren, 4½ ha
- Wörlitzer Park, Wörlitz, Saksen-Anhalt

### Andere landen in Europa (selectie)
- Park Pépinière, Nancy, Frankrijk
- Le bois des Moutiers, Varengeville-sur-Mer, Frankrijk
- The Lost Gardens of Heligan, St. Austell, Engeland
- Trebah Garden bij Falmouth (Cornwall), Engeland
- Inverewe Garden  bij Poolewe, Schotland
- Nationaal Park Killarney, Ierse Republiek: hier verwilderen rododendrons zodanig dat ze als invasieve exoot bestreden worden.
- Park Wojslawice, Niemcza, Polen, 150 ha

### Buiten Europa (selectie)
- Rhododendron State Park, Fitzwilliam, Cheshire County (New Hampshire), Verenigde Staten, 6,5 ha. Rhododendron maximum
- Park bij het Nezu-schrijn in stadsdeel Nezu (district Bunkyō), Tokio, Japan

## In taalgebruik en symboliek
- De Rhododendron is de nationale bloem van Nepal. Het is ook de staatsbloem van de Amerikaanse staten Washington en West Virginia en van de Indiase deelstaat Sikkim.
- De cynische uitdrukking "(iets) achter de rododendrons (gooien)" komt oorspronkelijk uit een conference van Wim Sonneveld getiteld 'De stalmeester', over het jaarlijks koninginnedagdefilé bij Paleis Soestdijk. Koningin Juliana kreeg dan vele goedbedoelde prullaria aangeboden. Sonneveld laat de opperstalmeester op geaffecteerde toon vertellen hoe deze volksnijverheid na de hartelijke inontvangstneming door hem achter de rododendrons wordt "gesodemieterd".
- De Bond tegen vloeken stelde het woord "rododendron" voor als alternatief voor de bekende vloek. Het woord kan met dezelfde nadruk worden uitgesproken. Het voorstel werd weggehoond.

... · 
R. arboreum · 
R. atlanticum · 
R. canadense · 
R. catawbiense · 
R. caucasicum · 
R. dauricum · 
R. ferrugineum (Gewone alpenroos) · 
R. groenlandicum · 
R. hirsutum (Harig alpenroosje) · 
R. lapponicum · 
R. luteum (Pontische azalea) · 
R. occidentale · 
R. ponticum (Pontische rododendron) · 
R. quinquefolium · 
R. smirnowii · 
R. tomentosum · 
R. vaseyi · 
...
... · 
Acrothamnus · 
Acrotriche · 
Agapetes · 
Agarista · 
Andersonia · 
Andromeda · 
Arbutus · 
Arctostaphylos · 
Calluna · 
Cassiope · 
Chimaphila · 
Daboecia · 
Dracophyllum · 
Empetrum · 
Enkianthus · 
Erica (Dophei) · 
Kalmia · 
Leptecophylla · 
Moneses · 
Monotropa · 
Orthilia · 
(Oxycoccus (Veenbes)) · 
Pieris · 
Pyrola (Wintergroen) · 
Rhododendron (Rododendron) · 
Vaccinium (Bosbes) . 
Woollsia . 
...